# Carlos Bianchi
Carlos Arcecio Bianchi, argentinski nogometaš in trener, * 26. april 1949, Buenos Aires, Argentina.
Bianchi je bil najbolj uspešni nogometaš po številu zadetkov francoske prve lige pet let; dosegel je 385 golov v 546 tekmah.
Leta 2006 je postal 13. na seznamu Najbolj uspešnih prvoligaških nogometašev po številu zadetkov vseh časov; v letih 2000 in 2003 je bil izbran za Najboljšega klubskega trenerja na svetu s strani Mednarodne federacije za nogometno zgodovino in statistiko.